# Cimetière du Nord (Rennes)
Pour les articles homonymes, voir Cimetière de Rennes et Cimetière du Nord.
Le cimetière du Nord est une nécropole, au nord de Rennes, dans le quartier Saint-Martin, avenue Gros Malhon,.

## Histoire
Par un édit royal du 10 mars 1776, Louis XVI ordonne pour des raisons d'hygiène le transfert des cimetières hors des villes.
Le Parlement de Bretagne impose par un arrêt de 1784 la création d'un nouveau cimetière à la communauté de la ville de Rennes. Par délibération du 18 avril 1789, cette dernière achète aux moines de Saint-Melaine le champ de l'Estival situé
sur le bord de la route menant à Saint-Grégoire. Le premier cimetière public rennais y est établi, se substituant aux divers cimetières paroissiaux qui voisinaient les édifices cultuels. Si la première inhumation a lieu en 1794, dès 1824 la ville procède à son agrandissement.  

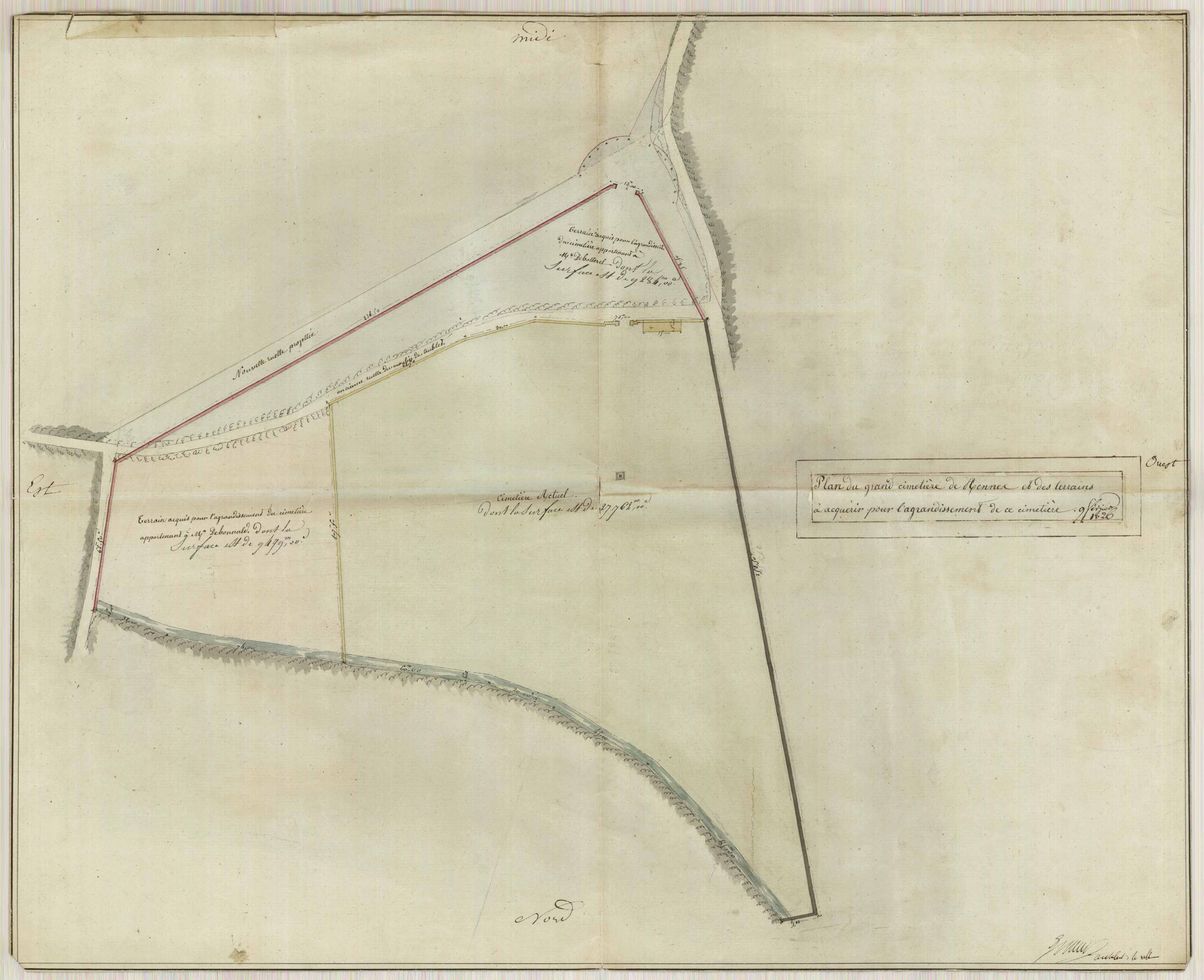
Plan du grand cimetière de Rennes et des terrains à acquérir pour l'agrandissement de ce cimetière(1826)

Le 9 juin 1866 un nouveau projet d'extension du cimetière (appelé aussi Le Berlinguin) est discuté en conseil municipal. Alors qu'un agrandissement vers l'Ouest est envisagé, c'est un agrandissement vers le Sud qui sera choisi. L'architecte Adolphe Giraud l'aménage en 1867 comme un jardin à l'anglaise. Les limites du cimetière restent inchangées depuis cette date. 

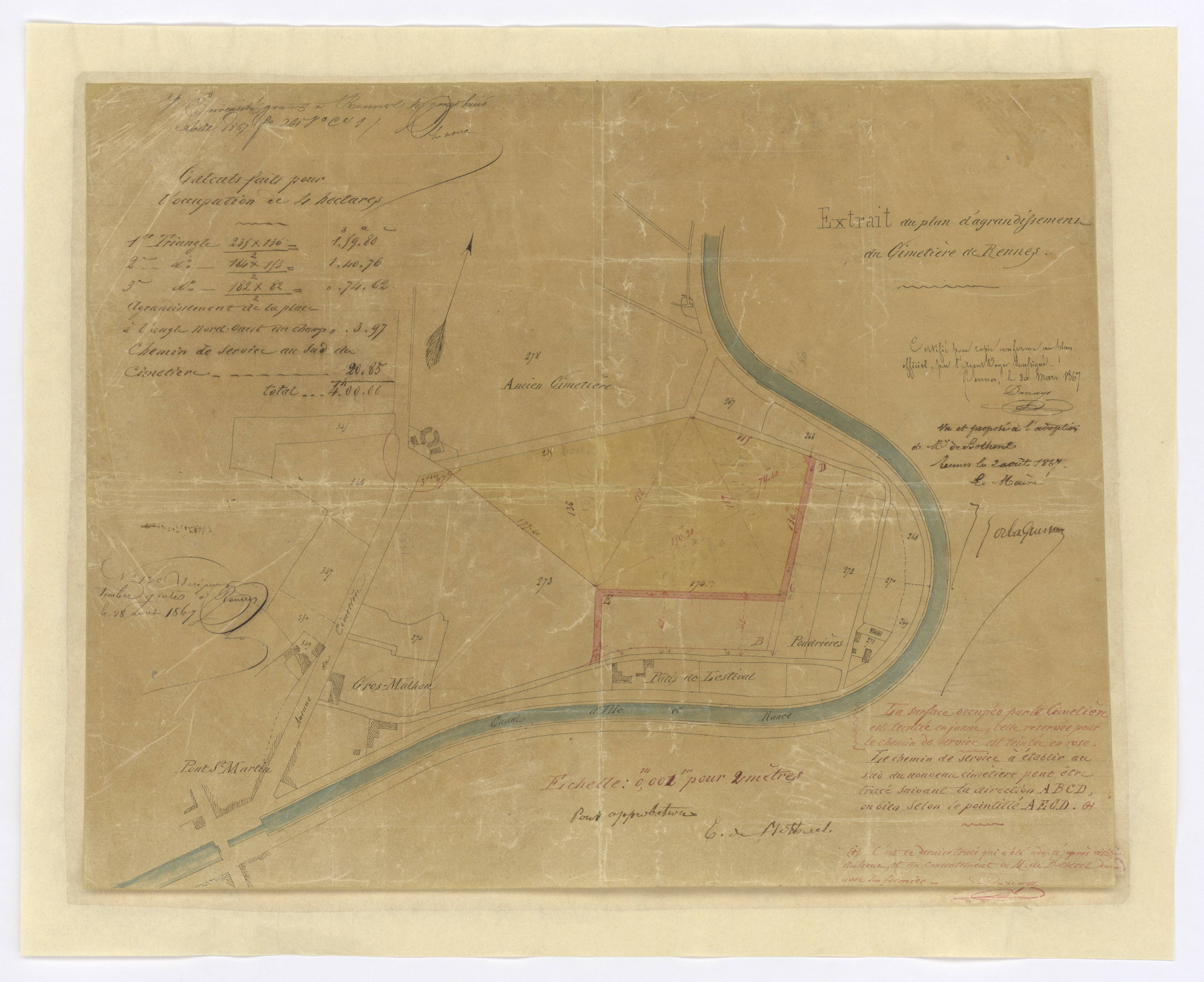
Extrait du plan d'agrandissement du Cimetière de Rennes(1867)

Lors du bombardement du 29 mai 1943, le cimetière du Nord reçut jusqu'à 25 bombes.
Aujourd'hui, ce cimetière paysager (pins maritimes, platanes, séquoias, cyprès, ifs), s'étend sur 8-9 hectares, et compte en 2014, 14 000 emplacements répartis dans 16 sections. Le nombre d'inhumations effectuées voisine le 100 000. 

## Entrée monumentale
Une seule entrée, monumentale, donne accès au cimetière du Nord. Celle-ci constitue la première œuvre de Charles Millardet, architecte de la ville de Rennes nommé en septembre 1828. Elle a été érigée suivant la volonté du maire de Rennes Louis de Lorgeril qui dès 1822 avait sollicité l'architecte nantais Mathurin Crucy à cette fin.
De style néo-classique, cette construction de plan circulaire fait office de porte d'entrée monumentale, de caveau et de chapelle funéraire. Le rez-de-chaussée présente un soubassement calcaire prolongé par un parement de briques que perce dans l'axe est-ouest un couloir d'entrée délimité par deux arcades plein-cintre. Il abrite en son centre huit caveaux cernés par un escalier en fer à cheval donnant accès à une terrasse. Délimitée par une élégante grille de facture néo-classique, cette-dernière porte une chapelle conçue à la manière d'un tempietto couvert d'une coupole ornée d'une corniche à motifs de palmettes et sommée d'une croix. Côté cimetière, la chapelle est ouverte par une colonnade toscane aux fûts de kersanton, tandis que le versant opposé, un mur calcaire plein, présente une niche occupée par une statue de l'espérance, œuvre du sculpteur Jean-Baptiste Barré. 

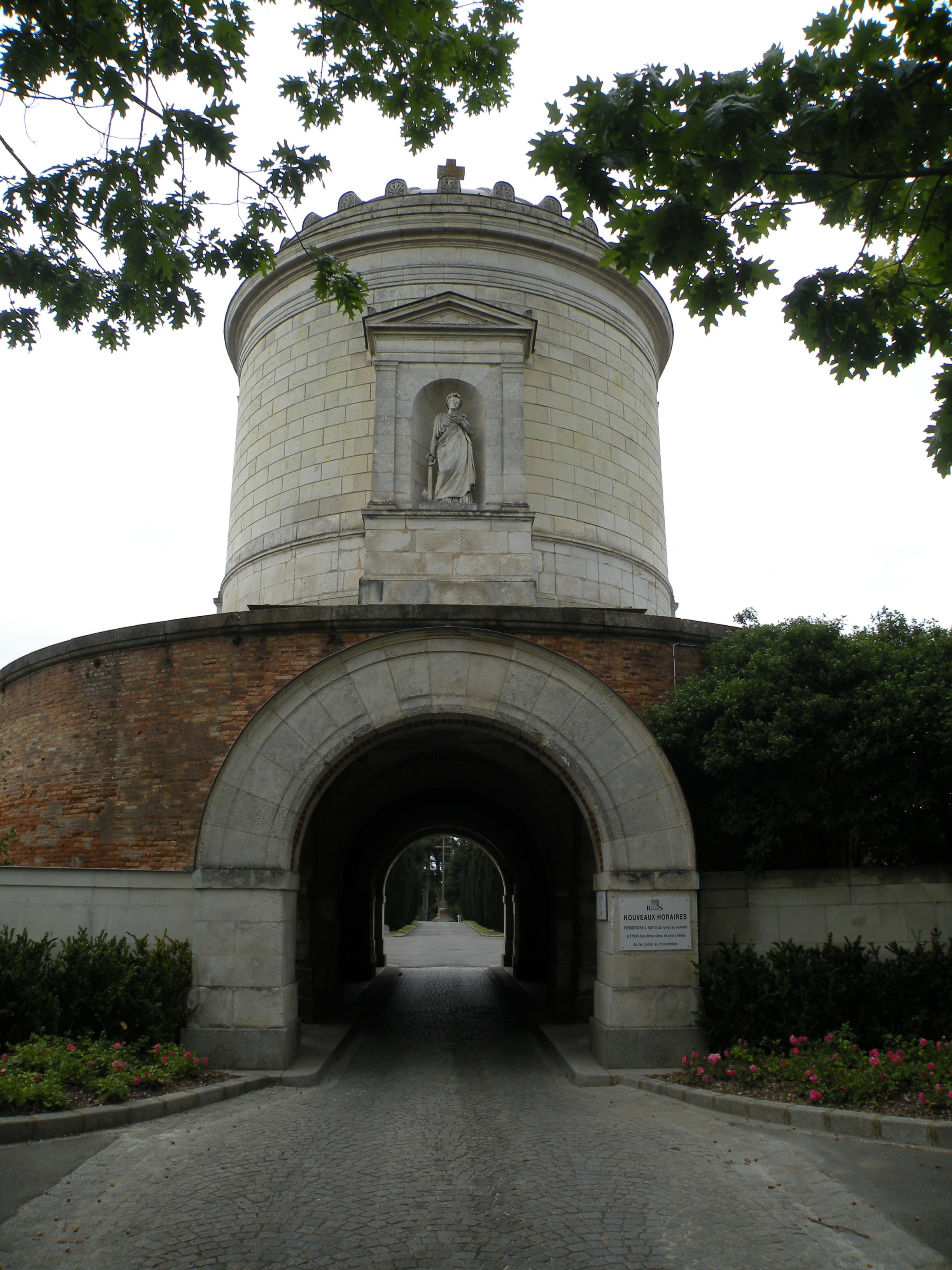
Entrée monumentale du cimetière, côté ville.
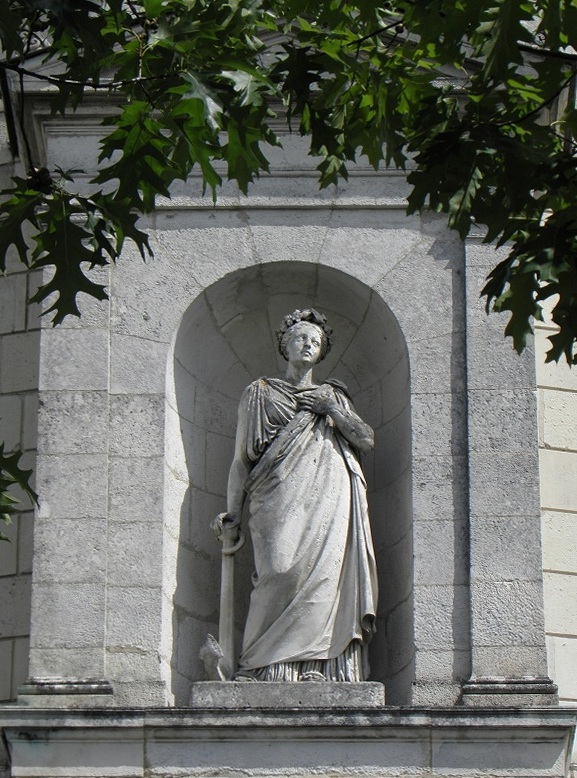
Statue de l'espérance par Jean-Baptiste Barré.
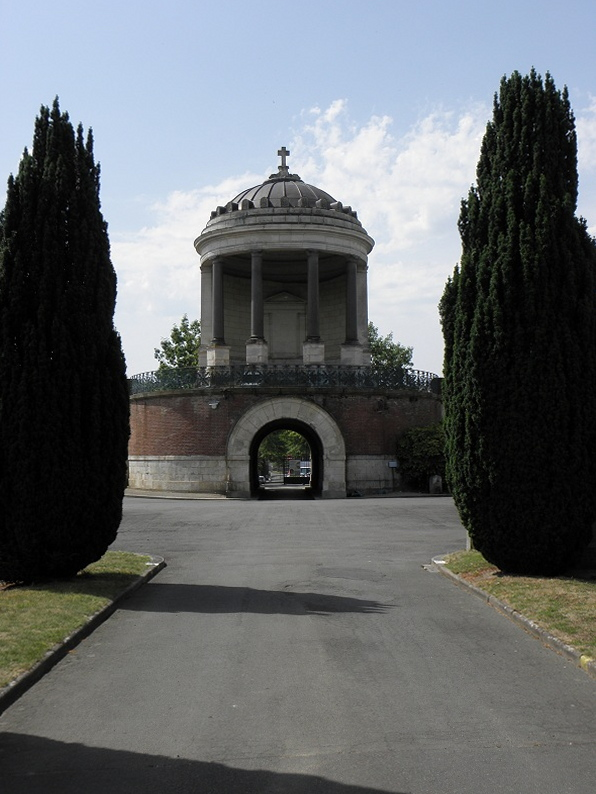
Entrée monumentale, côté cimetière.

## Personnalités inhumées

### Architectes
- Jean-Baptiste Martenot, architecte de la ville de Rennes : section 1, rang 24, tombe 11.
- Jacques Mellet (1807-1876) et son fils, Henri Mellet (1852-1926) : section 10.
- Arthur Regnault (1839-1932) : section 1, rang 57, tombe 41.

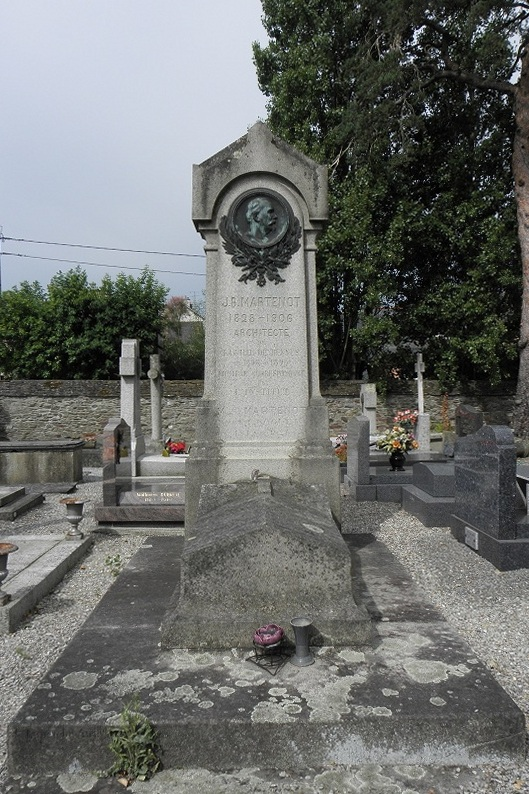
Tombe de Jean-Baptiste Martenot.
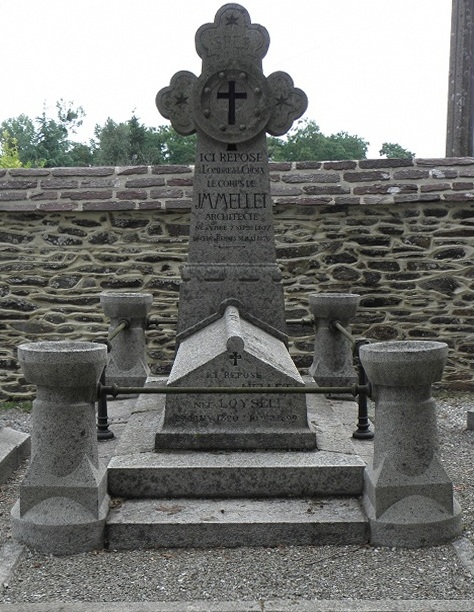
Tombe de Jacques et Henri Mellet.
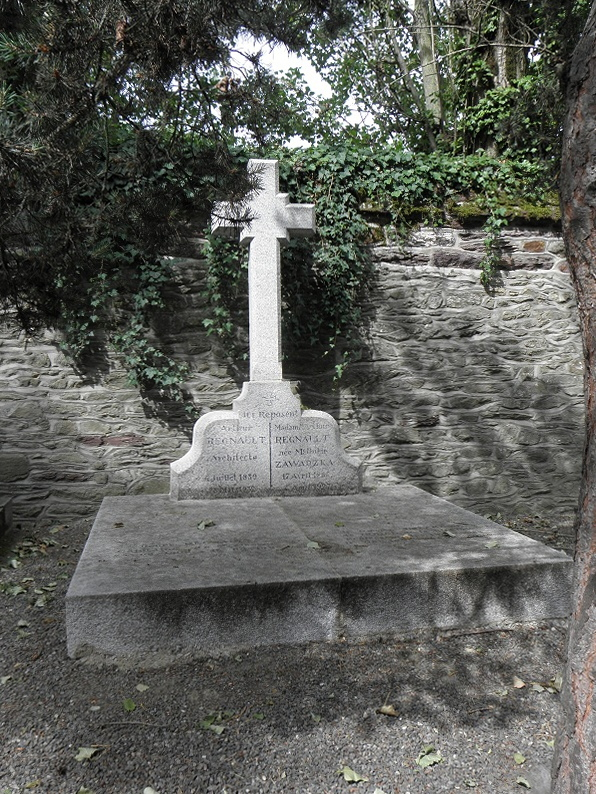
Tombe d'Arthur Regnault.

### Ecclésiastiques
- Prosper-Mathurin Brécha (1814-1863), fondateur du collège Saint-Vincent : section 1, rang 12, tombe 17.
- Marie-Joseph Brune (1807-1890), chanoine titulaire de la métropole Saint-Pierre, architecte et historien de l'art, membre fondateur de la Société archéologique et historique d'Ille-et-Vilaine : section 8, rang 22, tombe 18.
- Jean-François Huet (1884-1930), aumônier des étudiants et de l'Hôtel-Dieu: section 14, rang 20, tombe 24.
- Joseph Janvier, fondateur du patronage de la Tour d'Auvergne : section 10, rang 10, tombe 5[7].
- Prêtres de Saint-Aubin dont la tombe est ornée d'un bas-relief figurant le vœu d'argent à Notre-Dame-de-Bonne-Nouvelle : section 1, rang 20, tombe 8.
- Joseph Thébault (1801-1860), curé doyen de Saint-Sauveur de Rennes et chanoine honoraire : section 1, rang 11, tombe 1, (la tombe aux bouchons).
- Abbé Félix Trochu (1841-1910), fondateur de L'Ouest-Éclair, ancêtre de Ouest-France : section 8, rang 9, tombe 20.
- Abbé Joseph Turmel (1859-1943), historien des dogmes et libre penseur : section 9, rang 4, tombe 22.

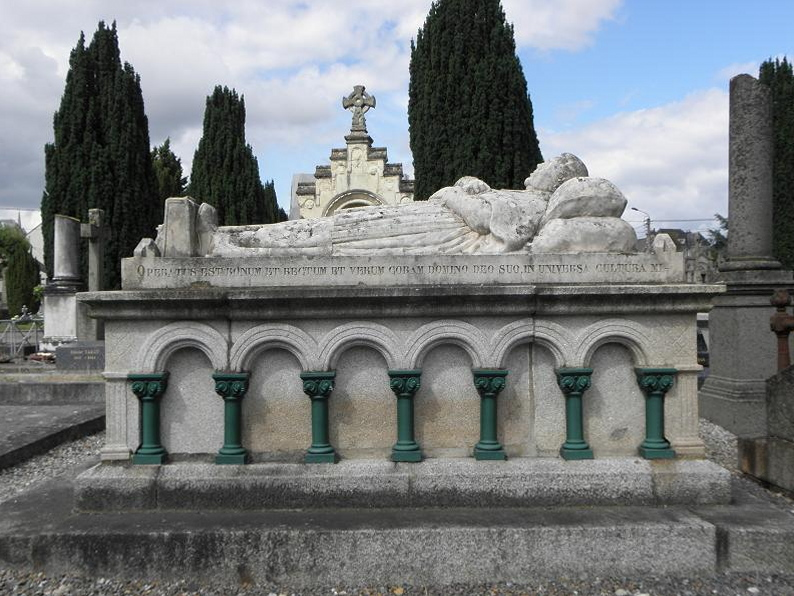
Tombe du chanoine Brune.
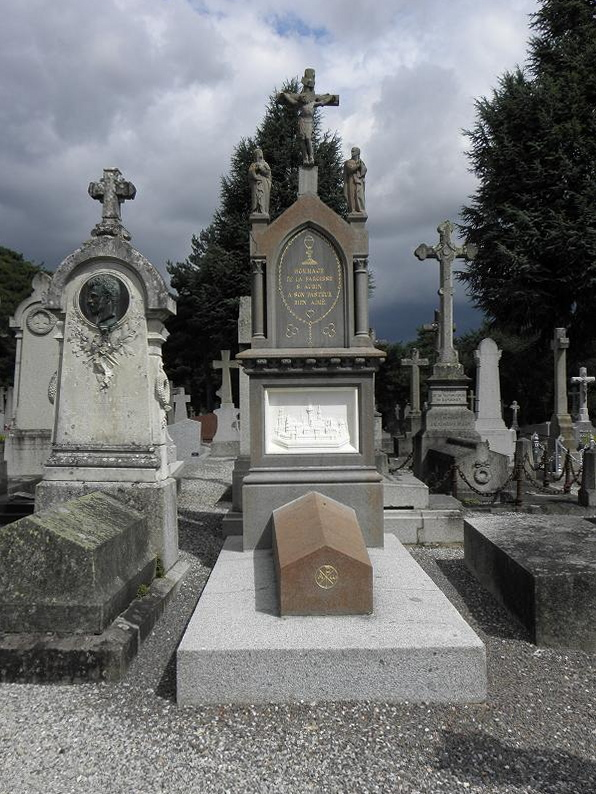
Tombe des prêtres de Saint-Aubin.
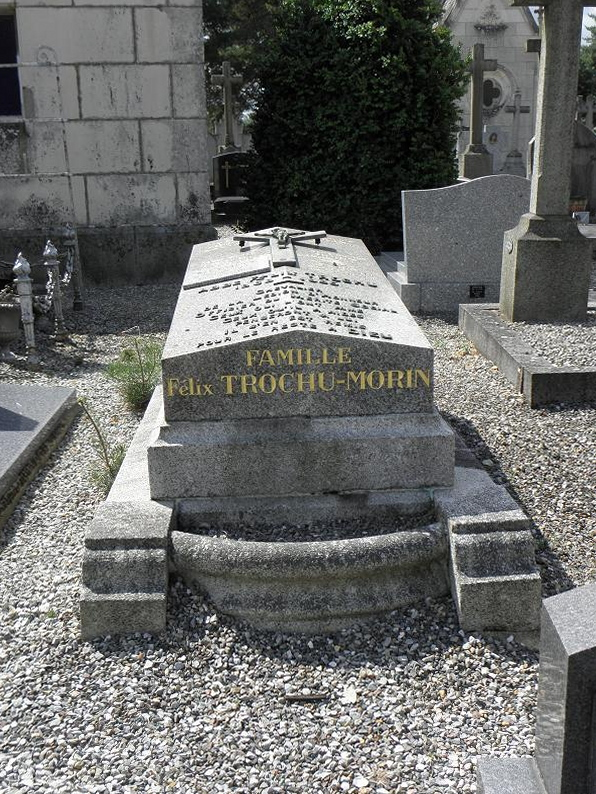
Tombe de l'abbé Trochu.
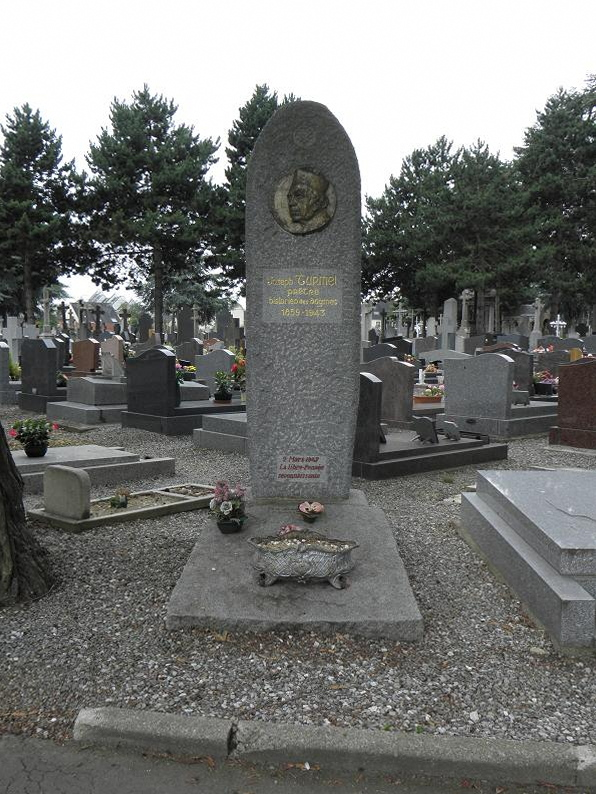
Tombe de l'abbé Turmel.

### Historiens
- Paul Banéat (1856-1942), historien et conservateur du musée archéologique d'Ille-et-Vilaine : section 5, rang 12, tombe 29.
- Louis Arthur Le Moyne de la Borderie (1827-1901), historien et membre fondateur de la Société archéologique et historique d'Ille-et-Vilaine : section 5, rang 12, tombe 25.
- Lucien Decombe (1834-1905), archéologue et conservateur du musée archéologique de Rennes : section 6, rang 22, tombe 34.
- Adolphe Orain (1834-1918), historien et folkloriste breton : section 8, rang 9, tombe 31.
- Barthélémy Pocquet du Haut-Jussé (1891-1988), historien : section 7, rang 45, tombe 7.

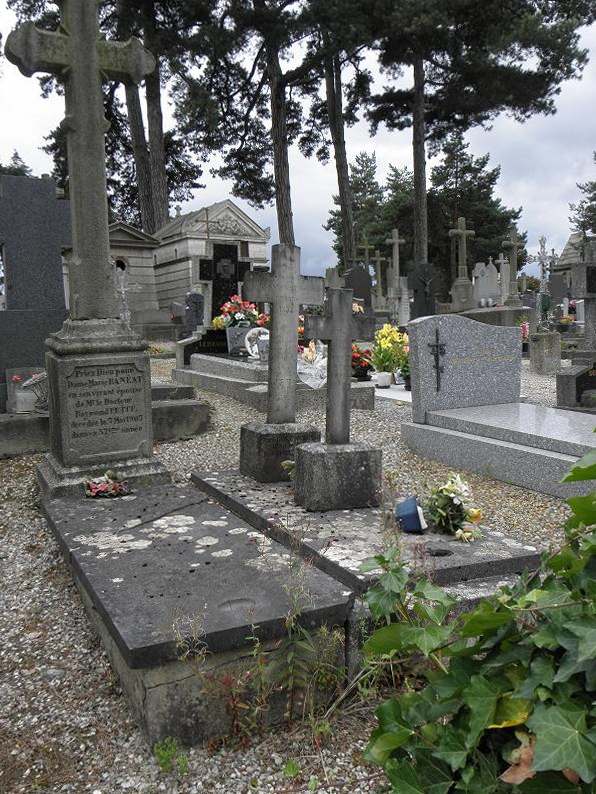
Tombe de Paul Banéat.
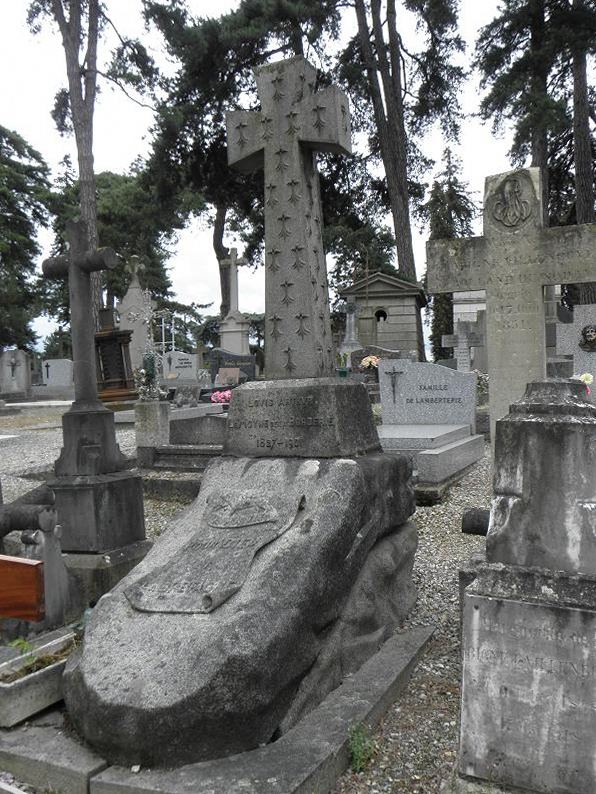
Tombe d'Arthur de la Borderie.
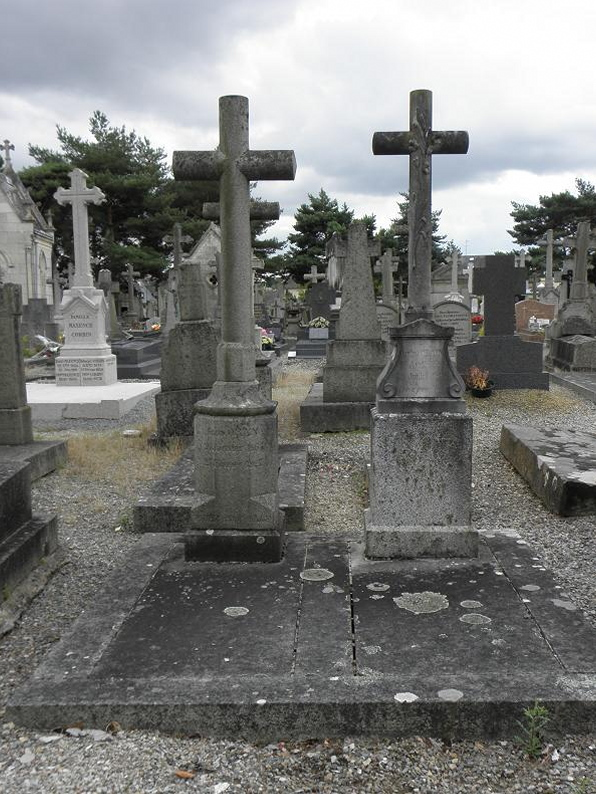
Tombe d'Adolphe Orain.

### Universitaires
- Claude Champaud, (1929-2019), juriste, premier président université de Rennes I

### Journalistes
- François Régis Hutin, (1929-2017): section 3, rang 34, tombe 10.

### Scientifiques
- Faustino Malaguti, (1802-1878) chimiste : section 15, rang 42, tombe 1.

### Politiques
- Yvon Bourges, (1921-2009) : section 3, rang 27, tombe 5. Il repose dans la chapelle de la famille de son épouse, les Duboscq-Fontaine[8].

### Maire de Rennes
- Eugène Pinault, (1834-1913) : section 16, rang 51, tombe 4.
- Emmanuel Pongérard,  (1794-1876)
- Edgar Le Bastard, (1836-1891) : section 4, rang 10, tombe 3.
- Jean Leperdit, (1752-1823) : section 1, rang 15, tombe 8.
- Pierre Martin[Lequel ?] (1816-1894): section 5, rang 12, tombe 2.

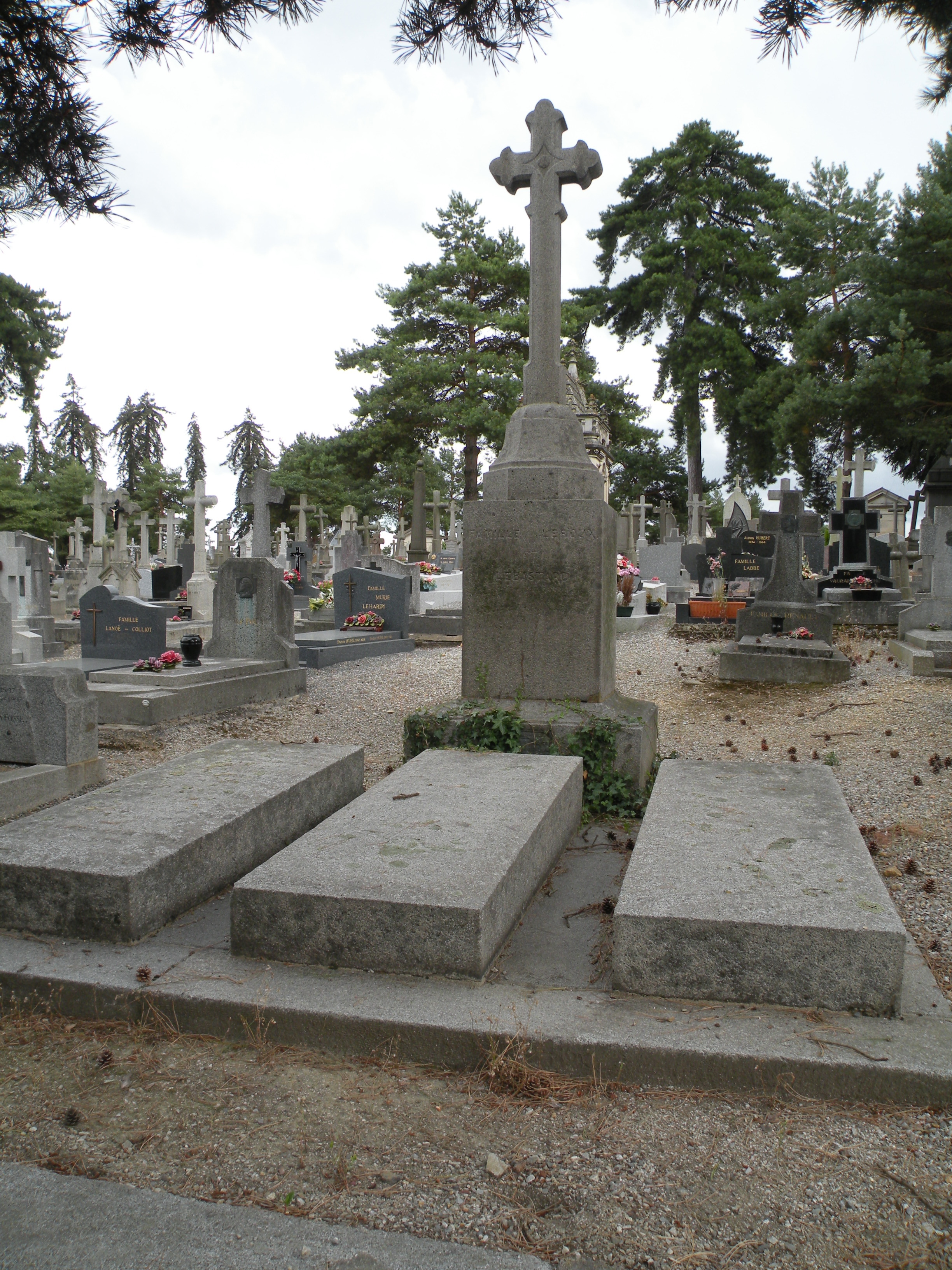
Tombe d'Edgar Le Bastard.
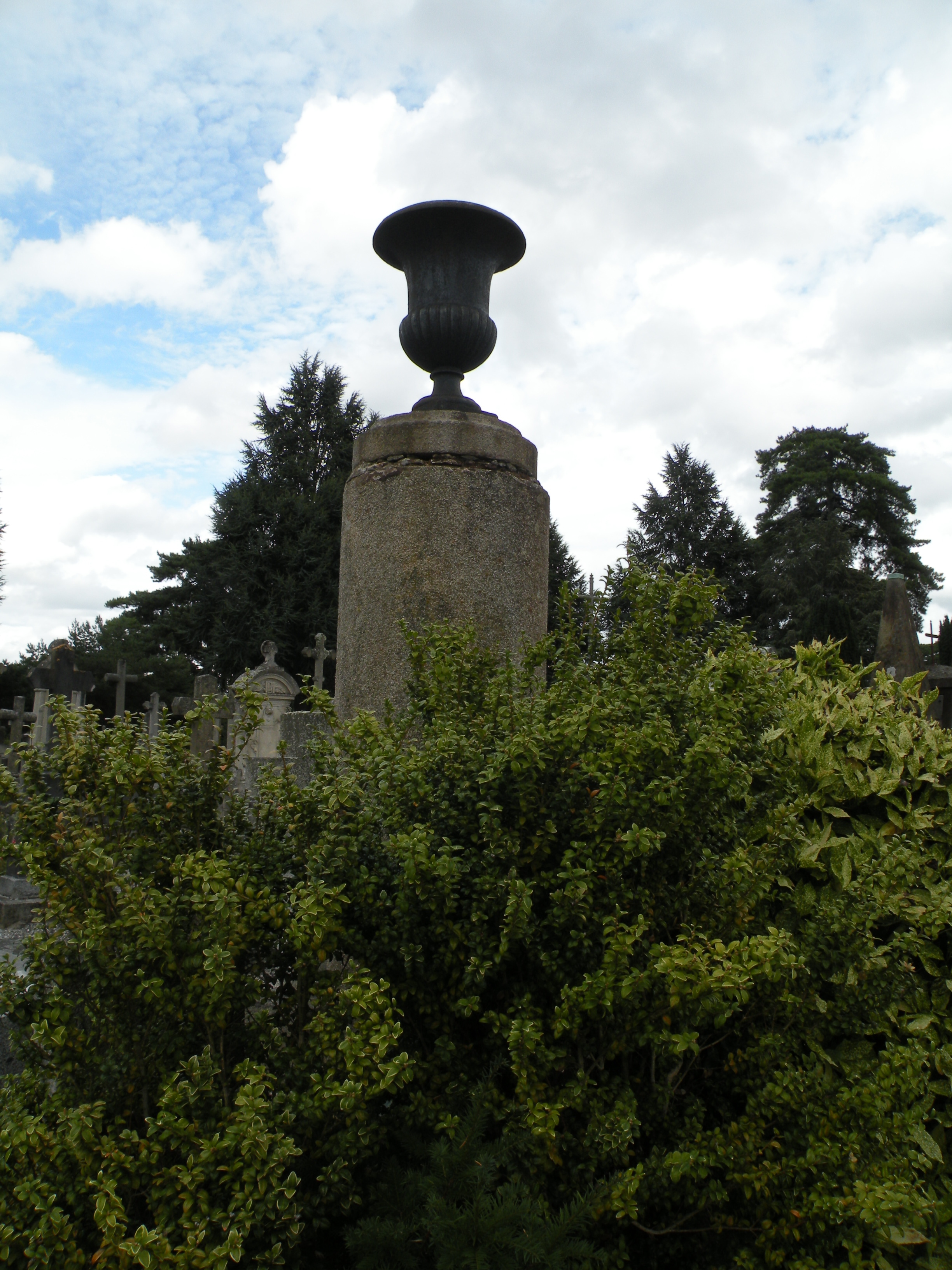
Tombe de Jean Leperdit.

### Artistes
- Pierre Galle (1883-1960), peintre, enseignant, conservateur, première tombe à gauche à l'entrée[9].
- Jean-Baptiste Barré (1804-1877), sculpteur et peintre : section 1, rang 20, tombe 9.
- Adolphe Léofanti (1838-1890), sculpteur : section 10, rang 17, tombe 1.
- Philippe Pascal (1956-2019), chanteur.

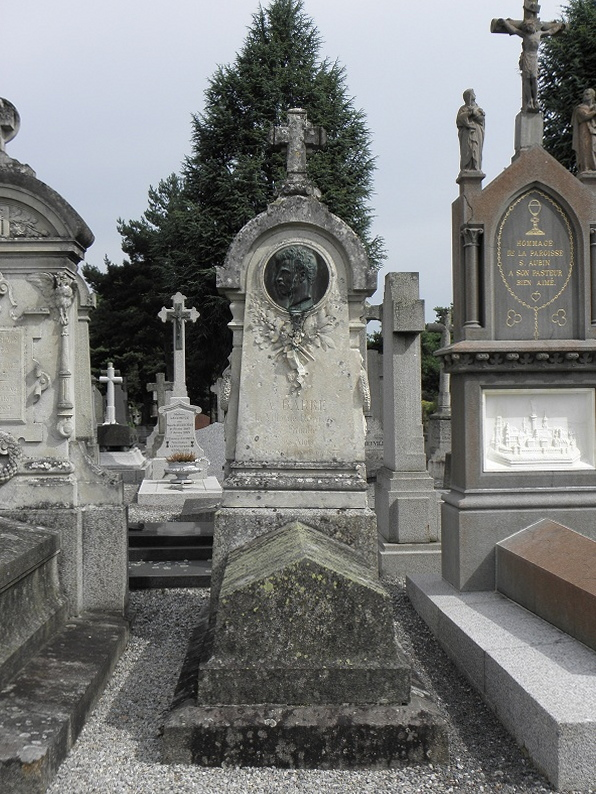
Tombe de Jean-Baptiste Barré.
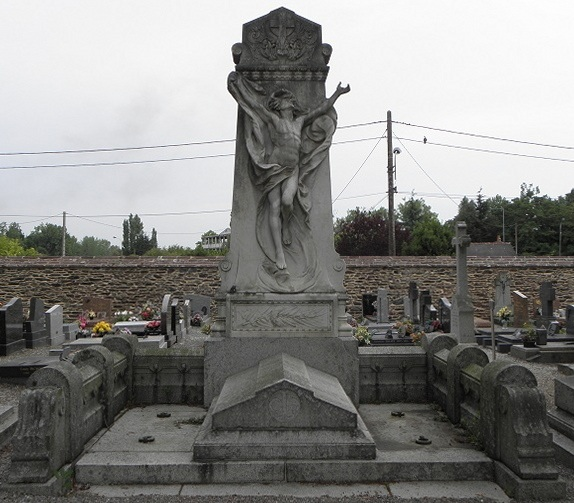
Tombe d'Adolphe Léofanti.

### Artisans et entrepreneurs
- Isidore Odorico (1893-1945), mosaïste : section 8, rang 5, tombe 41.

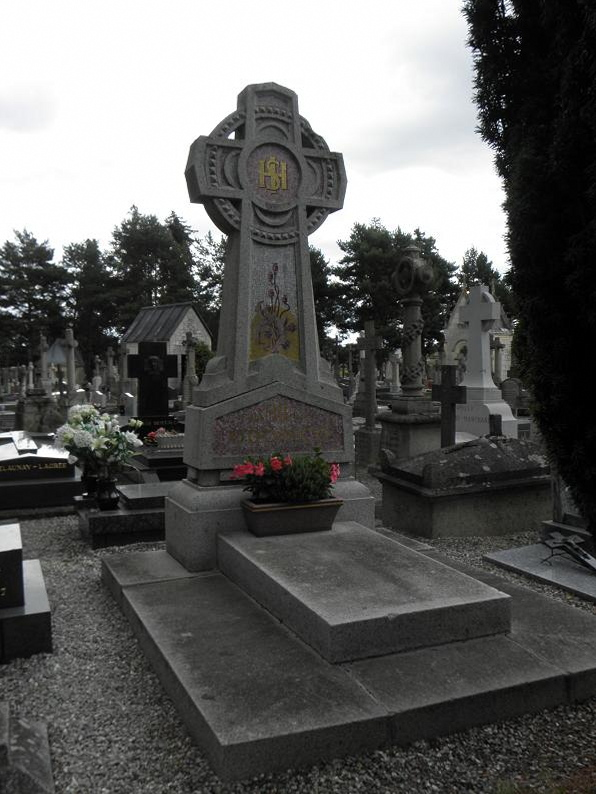
Sépulture Odorico.

## Tombes faisant l'objet de dévotions
- Dame Philippe Hélène de Coëtlogon, née en 1630, épouse de René de Coëtlogon, gouverneur de la ville de Rennes, meurt en 1677 et est enterrée dans la chapelle des Carmes qui est démolie en 1798. Le corps de la dame est donc transféré au cimetière du Nord, le cimetière de l'Espérance. Or, au moment de l'inhumer pour la seconde fois, on s'aperçoit que le corps est intact, 121 ans après. Aujourd'hui encore, quelques pèlerins viennent pour apaiser toutes sortes de maladies et notamment pour guérir de la fièvre. Pour cela, le malade remplit un sachet (un pochon) de terre de la sépulture et le porte pendant neuf jours. Ensuite, le pochon est accroché autour de la croix[10].
- La sépulture du chanoine Joseph Thébault, surnommé la « tombe aux bouchons », fait l'objet d'un rite où les gens déposent des bouchons dessus, qui est inexpliqué à ce jour[11],[12].
- La tombe de l'abbé Huet, aumônier des étudiants pendant l'entre-deux guerres, fait également l'objet de dévotions en période d'examens[13].

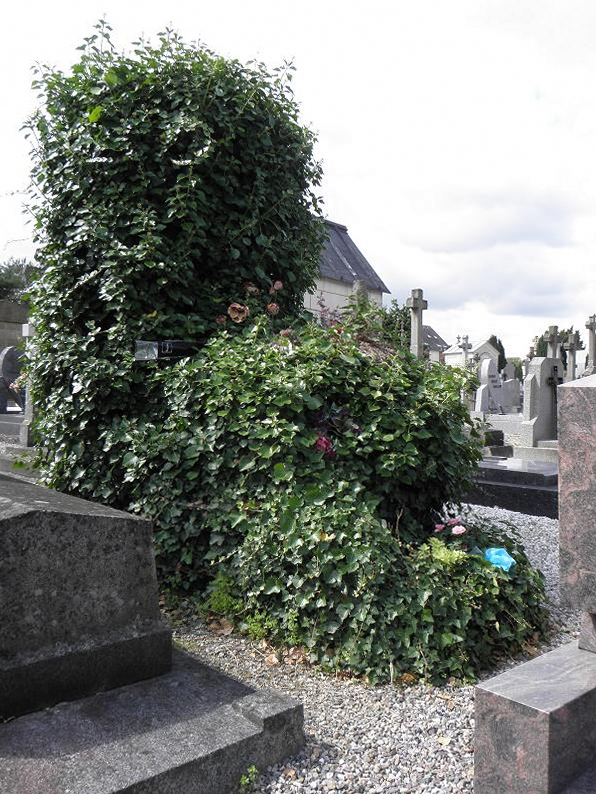
Tombe de la sainte aux petits pochons.
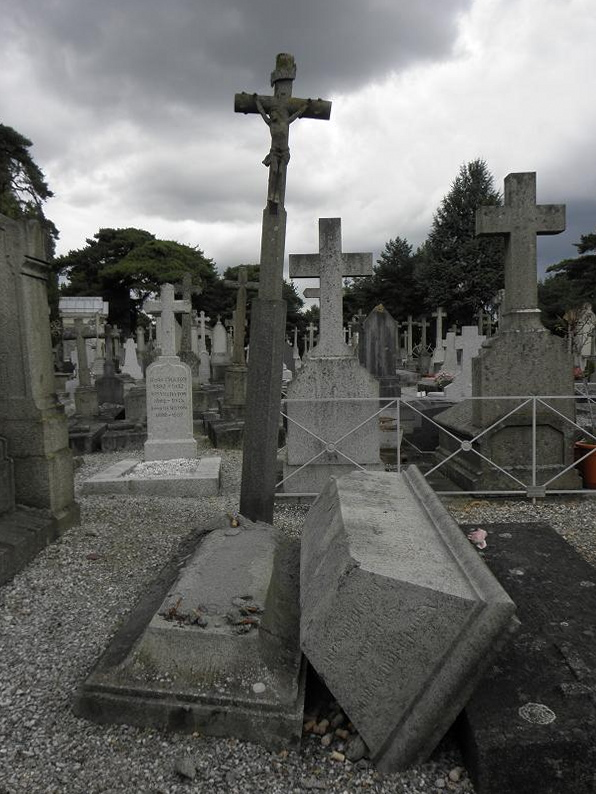
Tombe aux bouchons.
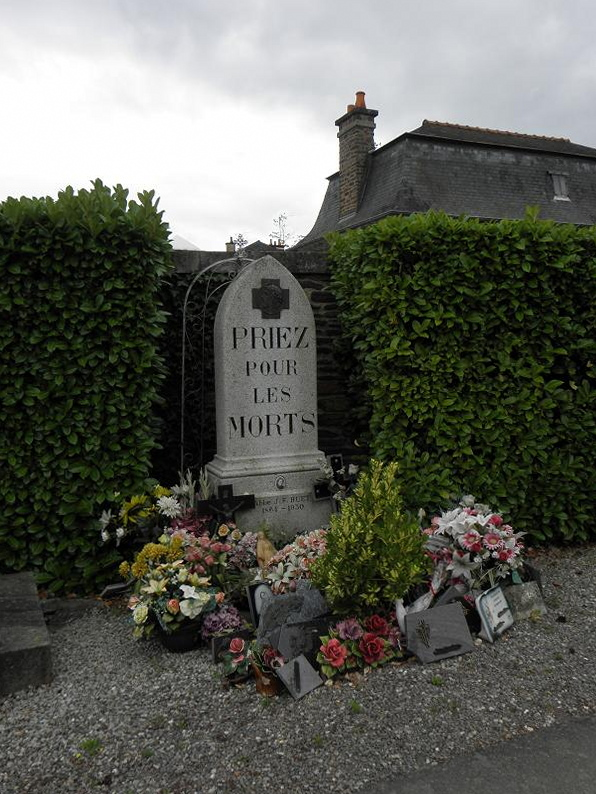
Tombe de l'abbé Huet.